# 像片重叠

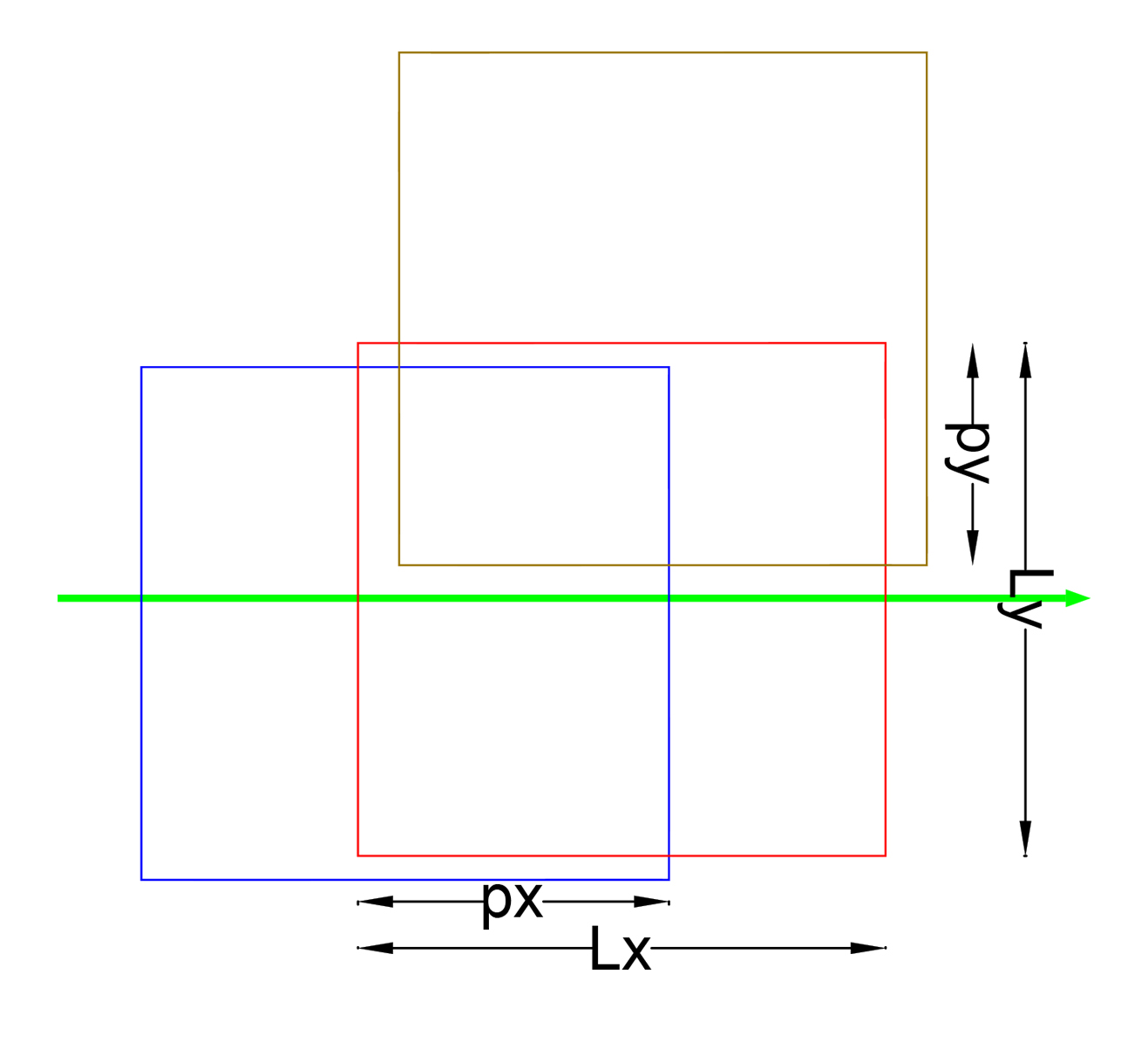

像片重叠是指在摄影测量中相邻像片具有同一地区影像部分，通常以百分比表示。像片重叠是进行立体量测和像片拼接的必要条件，分为航向重叠和旁向重叠两种。航向重叠指本航线内相邻像片上具有同一地区影像的部分，旁向重叠指相邻航线像片之间的重叠部分。如右图所示，航向重叠度{\displaystyle ={\frac {p_{x}}{L_{x}}}}×100%，旁向重叠度{\displaystyle ={\frac {p_{y}}{L_{y}}}}×100%。
按照中华人民共和国现行的国家规范要求，航空摄影测量中航向重叠度一般应为60%～65%；个别最大不得大于75%，最小不得小于56%。当个别像对的航向重叠度虽小于56%，但大于53%，且其相邻像对的航向重叠度不小于58%，能确保测图定向点和测绘工作边距像片边缘不小于1.5cm时，可视为合格。旁向重叠度一般应为30%～35%，个别最小不得小于13%。
航空摄影时，像片重叠度过小或没有重叠的部分称为航摄漏洞，必要时需要补摄。